# Сиромашни мали људи
„Сиромашни мали људи” је југословенски ТВ филм из 1961. године. Режирала га је Мира Траиловић а сценарио је написала Нада Селимовић по причи Антона Чехова. 

## Улоге
| Глумац             | Улога |
| ------------------ | ----- |
| Марија Црнобори    |       |
| Божидар Дрнић      |       |
| Олга Ивановић      |       |
| Олга Познатов      |       |
| Ђорђе Пура         |       |
| Славко Симић       |       |
| Виктор Старчић     |       |
| Мира Ступица       |       |
| Љуба Тадић         |       |
| Миливоје Томић     |       |
| Михајло Викторовић |       |
| Милорад Миша Волић |       |